# Masllorenç
Masllorenç település Spanyolországban, Tarragona tartományban. Masllorenç Rodonyà, Montferri, Albinyana, La Bisbal del Penedès és Bonastre községekkel határos. Lakosainak száma 573 fő (2024).

## Népesség
A település népessége az elmúlt években az alábbi módon változott:
| Lakosok száma | 78   | 956  | 758  | 548  | 374  | 467  | 532  | 519  | 504  | 573  |
|               | 1717 | 1887 | 1936 | 1960 | 1986 | 2004 | 2009 | 2014 | 2019 | 2024 |